# Atlantic (goélette)
Pour les articles homonymes, voir Atlantic.
Atlantic est une goélette à trois mâts américaine, de 1903, de plaisance et de course au large. Elle est légendaire pour son record de la traversée de l'Atlantique nord à la voile, resté invaincu pendant 75 ans, établi par le skipper Charlie Barr lors de la Kaiser's Cup (en) de 1905, avec un record de 12 jours, 4 h, 1 min et 17 s. Ce record toute catégorie n'est battu qu'en 1980 par le trimaran Paul Ricard d'Éric Tabarly,.

## Histoire
Ce grand voilier de luxe est construit par le chantier américain Townsend & Downey de l'île Shooters Island près de New York, selon des plans de l’architecte naval  William Gardner, pour le compte du millionnaire américain Wilson Marshall, membre du New York Yacht Club. Il est mis à l’eau le 28 juillet 1903.

## Record de la traversée de l'Atlantique

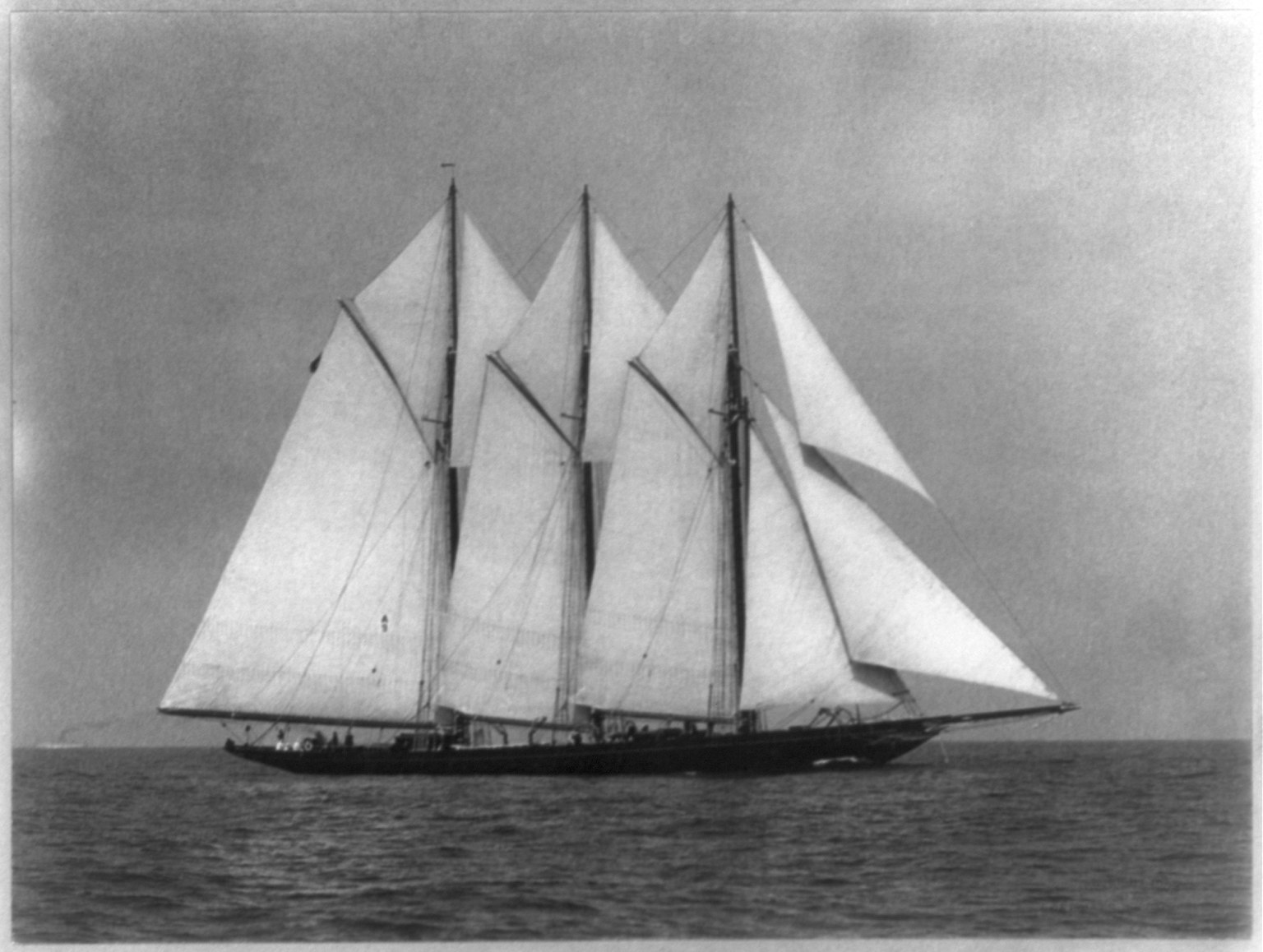

En 1905, l'empereur allemand Guillaume II organise la Kaiser's Cup (en), course de traversée de l'Atlantique Nord, entre Sandy Hook (New Jersey) près de New York et la péninsule de Lizard du Royaume-Uni, avec une coupe d'or massif pour son vainqueur. 
Onze navires s'inscrivent pour l'épreuve, dont le yacht Hamburg du Kaiser, et la goélette Atlantic, menée avec 50 hommes d'équipage par le skipper américain (d’origine écossaise) Charlie Barr (premier triple vainqueur légendaire de la Coupe de l'America, 1899, 1901 et 1903).
Les concurrents rencontrent des vents forts, et violents, qui leur permettent une traversée en temps record, terminée par les onze navires. L'Atlantic remporte la victoire, avec 3 006 milles parcourus en 12 jours, 4 h, 1 min et 19 s, en battant le précédent record de l'Endymion (yacht) (en) de 1900, de 13 jours, 20 h et 36 min. Ce record (toutes catégories de voiliers confondues) reste invaincu pendant 75 ans, jusqu'à ce qu'Éric Tabarly le batte en 1980, avec son trimaran Paul Ricard, en 10 j 5 h 14 min et 20 s. Le record dans sa catégorie monocoque reste invaincu pendant 92ans avant d’être battu, en 1997, par le yacht suédois Nicorette (en), en 11 jours, 13 h et 22 min.

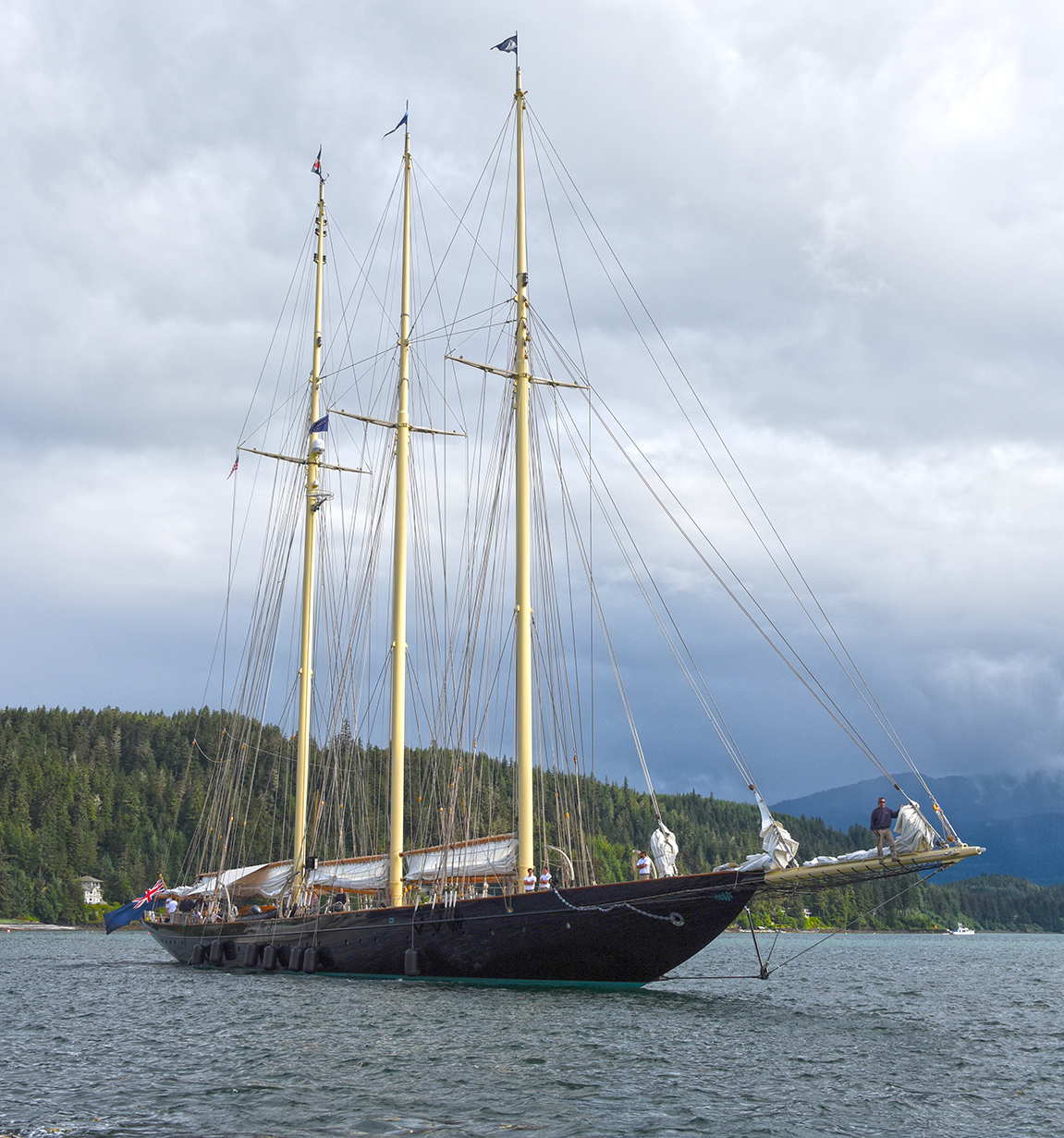
Réplique SY Atlantic, de 2010, en Alaska.

Le navire est acquis par l'US Navy en 1917, pour participer à la Première Guerre mondiale sous le nom d'USS Atlantic II (SP 651), avant d'être revendu à partir de 1919 à divers propriétaires, dont la Garde côtière américaine en 1941. Le trois-mâts finit ses jours comme navire musée et salon de thé restaurant flottant dans les années 1950, puis comme ponton pour les pompes à gasoil, avant que son épave soit définitivement démantelée à Newport News (Virginie) le 30 janvier 1982.

## Réplique
Une réplique également nommée Atlantic, aux dernières normes techniques, est construite entre 2007 à 2010, par le chantier naval Van der Graaf près de Rotterdam aux Pays-Bas, pour le plaisancier néerlandais Ed Kastelein. Elle est lancée en 2008 et mise en service en 2010,.